# Noord-Duits voetbalkampioenschap 1932/33
In 1932/33 werd het 27ste en laatste voetbalkampioenschap gespeeld dat georganiseerd werd door de Noord-Duitse voetbalbond.
HSV werd kampioen en plaatste zich zo voor de eindronde om de Duitse landstitel. Vicekampioen Arminia Hannover ging ook naar de eindronde. HSV verloor in de eerste ronde van Eintracht Frankfurt. Arminia versloeg Dresdner SC en verloor dan van Fortuna Düsseldorf.
Na dit seizoen kwam de NSDAP aan de macht en werden alle regionale voetbalbonden opgeheven. De Gauliga werd ingevoerd als hoogste klasse en de clubs uit van de Noord-Duitse voetbalbond werden verdeeld over de Gauliga Niedersachsen en Gauliga Nordmark.

## Deelnemers aan de eindronde
| Club                            | Gekwalificeerd als                           |
| ------------------------------- | -------------------------------------------- |
| Hamburger SV                    | Kampioen Groot-Hamburg                       |
| Altonaer FC 1893                | Vicekampioen Groot-Hamburg                   |
| FC Union 03 Altona              | Derde plaats Groot-Hamburg                   |
| SV Polizei Hamburg              | Vierde plaats Groot-Hamburg                  |
| SV Eimsbüttel                   | Vijfde plaats Groot-Hamburg                  |
| Schweriner FC 1903              | Kampioen van Lübeck-Mecklenburg              |
| SV Polizei Lübeck               | Vicekampioen van Lübeck-Mecklenburg          |
| Wilhelmsburger FC Viktoria 1910 | Kampioen van Noord-Hannover                  |
| KSV Holstein Kiel               | Kampioen van Sleeswijk-Holstein              |
| FV Borussia 1903 Gaarden        | Kampioen van Sleeswijk-Holstein              |
| SV Arminia Hannover             | Kampioen van Zuid-Hannover-Braunschweig      |
| SV Algermissen 1911             | Vicekampioen van Zuid-Hannover-Braunschweig  |
| Hannoverscher SV 96             | Derde plaats van Zuid-Hannover-Braunschweig  |
| VfB 1904 Peine                  | Vierde plaats van Zuid-Hannover-Braunschweig |
| VfB Komet 1896 Bremen           | Kampioen van Wezer-Jade                      |
| SV Werder Bremen                | Vicekampioen van Wezer-Jade                  |

## Eindronde

### Groepsfase

#### Groep 1
| Plaats | Club                 | Wed. | W | G | V | Saldo | Ptn. |
| ------ | -------------------- | ---- | - | - | - | ----- | ---- |
| 1.     | Altonaer FC 1893 VfL | 3    | 2 | 0 | 1 | 9:3   | 4:2  |
| 2.     | Eimsbütteler TV      | 3    | 2 | 0 | 1 | 8:6   | 4:2  |
| 3.     | VfB 1904 Peine       | 3    | 1 | 0 | 2 | 4:8   | 2:4  |
| 4.     | SV Werder Bremen     | 3    | 1 | 0 | 2 | 3:7   | 2:4  |

|  | Play-off voor finaleronde |

##### Play-off
|  |                 |       |                      |  |
|  | Eimsbütteler TV | 4 - 1 | Altonaer FC 1893 VfL |  |
|  |                 |       |                      |  |

#### Groep 2
| Plaats | Club                  | Wed. | W | G | V | Saldo | Ptn. |
| ------ | --------------------- | ---- | - | - | - | ----- | ---- |
| 1.     | Hamburger SV          | 3    | 3 | 0 | 0 | 15:3  | 6:0  |
| 2.     | SV Algermissen 1911   | 3    | 1 | 1 | 1 | 4:3   | 3:3  |
| 3.     | VfB Komet 1896 Bremen | 3    | 1 | 1 | 1 | 7:8   | 3:3  |
| 4.     | Schweriner FC 1903    | 3    | 0 | 0 | 3 | 3:15  | 0:6  |

|  | Geplaatst voor finaleronde |

#### Groep 3
| Plaats | Club                    | Wed. | W | G | V | Saldo | Ptn. |
| ------ | ----------------------- | ---- | - | - | - | ----- | ---- |
| 1.     | Kieler SV Holstein 1900 | 3    | 3 | 0 | 0 | 16:4  | 6:0  |
| 2.     | FC Union 03 Altona      | 3    | 1 | 1 | 1 | 3:5   | 3:3  |
| 3.     | SV Polizei Lübeck       | 3    | 1 | 0 | 2 | 5:9   | 2:4  |
| 4.     | Hannoverscher SV 96     | 3    | 0 | 1 | 2 | 1:7   | 1:5  |

|  | Geplaatst voor finaleronde |

#### Groep 4
| Plaats | Club                            | Wed. | W | G | V | Saldo | Ptn. |
| ------ | ------------------------------- | ---- | - | - | - | ----- | ---- |
| 1.     | SV Arminia Hannover             | 3    | 3 | 0 | 0 | 17:2  | 6:0  |
| 2.     | FV Borussia 03 Harburg          | 3    | 1 | 1 | 1 | 8:8   | 3:3  |
| 3.     | Wilhelmsburger FC Viktoria 1910 | 3    | 1 | 0 | 2 | 6:15  | 2:4  |
| 4.     | SV Polizei Hamburg              | 3    | 0 | 1 | 2 | 3:9   | 1:5  |

|  | Geplaatst voor finaleronde |

### Finaleronde
| Plaats | Club                    | Wed. | W | G | V | Saldo | Ptn. |
| ------ | ----------------------- | ---- | - | - | - | ----- | ---- |
| 1.     | Hamburger SV            | 3    | 2 | 0 | 1 | 8:2   | 4:2  |
| 2.     | SV Arminia Hannover     | 3    | 1 | 1 | 1 | 5:5   | 3:3  |
| 3.     | Eimsbütteler TV         | 3    | 1 | 1 | 1 | 6:9   | 3:3  |
| 4.     | Kieler SV Holstein 1900 | 3    | 1 | 0 | 2 | 7:10  | 2:4  |

|  | Kampioen, geplaatst voor nationale eindronde |
|  | Play-off voor ticket nationale eindronde     |

#### Wedstrijd om tweede ticket Duitse eindronde
|  |                     |       |                 |  |
|  | SV Arminia Hannover | 3 - 0 | Eimsbütteler TV |  |
|  |                     |       |                 |  |